# Zhang Dongsun
Zhang Dongsun (张东荪, 1886–1973) est un philosophe, une figure politique et un intellectuel public chinois.

## Biographie
Il se rend au Japon dans sa jeunesse pour étudier l'épistémologie et l'éthique de Kant, et tente de réinterpréter le confucianisme selon la philosophie de Kant. Il participe aux fameux débats sur les mérites relatifs à la « science et la métaphysique », suivant lui-même les travaux alors en vogue de Henri Bergson. Il est également connu comme défenseur de la philosophie de Bertrand Russell, qu'il a accompagné dans un tour de Chine en 1920.
Partisan de premier plan du libéralisme chinois (en), il devient très influent au sein de la Ligue démocratique de Chine dans sa version d'origine en tant qu'opposant non-communiste de « troisième force » à la dictature du Kuomintang de Tchang Kaï-chek.
Zhang commence à accepter l'inévitable victoire communiste et accepte des postes du gouvernement après la création de la République populaire de Chine en 1949. Cependant, son dévouement passionné pour la liberté intellectuelle et ses recherches de critique du marxisme font de lui une personne à surveiller, l'obligeant à vivre dans la clandestinité et dans la peur constante de la persécution. Pendant les premières années de la République populaire de Chine, il sert dans le nouveau gouvernement comme membre du comité central, comme conseiller au ministère de la Culture et dans divers autres postes de haut niveau, tout en conservant son poste de professeur de philosophie à l'université Yenching et l'université Tsinghua.
Cependant, en 1951-1952, il perd tous ses droits politiques dans le nouveau gouvernement chinois. De plus, peu de temps après le fin de la campagne mouvement qui a soutenu la Corée du Nord pendant la guerre de Corée, qui vise à contrôler politiquement les intellectuels, il perd son poste de professeur et est contraint de travailler comme éboueur à l'université de Pékin.
Au début de la révolution culturelle, il est  emprisonné dans l'un des plus infâmes camps de « rééducation » où, après de longues souffrances physiques et mentales, il meurt peu de temps avant la fin de ce mouvement politique radical.

## Œuvre
Bien que Zhang ait été intellectuellement muet après les années 1940, il a été un écrivain très prolifique avant cela. Beaucoup de ses œuvres de cette période nous sont parvenues, témoignant de l'importance de Zhang comme l'un des penseurs chinois les plus profonds et innovants du XXe siècle. Ses œuvres philosophiques les plus importants sont La Science et la philosophie (科學 與 哲學), ABC de la philosophie (哲學 ABC), ABC de la psychanalyse (精神 分析 學 ABC), Sur la culture et la philosophie de l'Est et de l'Ouest (讀 東西 文化 及其 哲學), Épistémologie (認識論), une Nouvelle formulation de l'épistémologie pluraliste (多元 認識論 重述), De la connaissance et de la culture (知識 與 文化), La pensée et la société (思想 與 社會) et La rationalité et la démocratie (理性 與 民主).

## Philosophie
L'épistémologie pluraliste représente le noyau du système philosophique de Zhang. Elle est dérivée d'une version révisée de la philosophie kantienne. Pour justifier une telle épistémologie, il propose une nouvelle cosmologie : le pan-structuralisme (泛 架構 主義, fanjiagouzhuyi). Une hypothèse importante de sa théorie de la connaissance est la vision néo-réaliste que le monde extérieur existe indépendamment de notre conscience, et qu'il n'y a pas de corrélation exacte entre les phénomènes extérieurs et notre compréhension d'eux. Cependant, la cause externe de notre sensation n'est pas une substance, mais l'ordre ou la structure du monde extérieur. Ce qui est transmis à travers nos impressions sensorielles est une modification de cet ordre externe. De même, la découverte de la théorie de la relativité est importante seulement en termes de reconnaissance des lois structurelles, et non en termes de reconnaissance de nouvelles essences dans la nature ou le cosmos.
L'épistémologie plurielle préconise de considérer que les impressions des sens sont un non-être. Par conséquent, elles n'ont pas de position dans le sens ontologique ; elles ne possèdent pas de « statut ontologique ». Tous les êtres existent dans un processus de changement constant qui se manifeste par une modification incessante des connexions structurelles, et la croissance et le déclin des qualités de l'« essence » des entités particulières. Selon Zhang, notre conscience ne peut reconnaître certains aspects de ces changements manifestes. Toutefois, cela ne se réfère pas seulement au niveau de notre perception et de notre compréhension ; selon Zhang, l'ordre structuré des relations est tout ce qui existe vraiment dans le cosmos. La relation entre le monde extérieur et notre subjectivité est interactive et corrélative.
En combinant l'idée bouddhiste de non-substance avec une théorie de l'évolution, Zhang estime que les structures de l'univers, bien que vide, sont en évolution, et de nouveaux types de structure peuvent émerger en raison de changements dans la combinaison des différentes structures. Ses contributions les plus importantes sont également présentes dans ses efforts pour élaborer l'aspect dialectique de la logique aristotélicienne, pour connecter la logique, le langage et les méthodes de discussion, et découvrir les principes et les éléments formels de la logique de pragmatisme linguistique. Ses études sur l'influence de la langue chinoise sur le développement de la philosophie chinoise sont un travail très influent et pionnier. Il est le premier philosophe a présenter la pensée corrélative comme caractéristique principale de la philosophie chinoise, et l'argument analogique comme un mode chinois spécifique de l'inférence.